# Episodi di Teenage Robot (prima stagione)
La prima stagione della serie animata Teenage Robot, composta da 13 episodi (26 segmenti), è stata trasmessa negli Stati Uniti d'America da Nickelodeon dal 1º agosto 2003 al 27 febbraio 2004.
In Italia è stata trasmessa su Nickelodeon dal 1º novembre 2005.
| nº  | Titolo originale              | Titolo italiano         | Prima TV USA      | Prima TV Italia |
| --- | ----------------------------- | ----------------------- | ----------------- | --------------- |
| 1a  | It Came From Next Door        |                         | 1 agosto 2003     | 1 novembre 2005 |
| 1b  | Pest Control                  |                         | 1 agosto 2003     | 1 novembre 2005 |
| 2a  | Raggedy Android               |                         | 8 agosto 2003     | 2004            |
| 2b  | Class Action                  |                         | 8 agosto 2003     | 2004            |
| 3a  | Attack of The 5½ Ft. Geek     |                         | 15 agosto 2003    | 2004            |
| 3b  | Doom With a View              |                         | 15 agosto 2003    | 2004            |
| 4a  | Ear No Evil                   |                         | 22 agosto 2003    | 2004            |
| 4b  | Unlicensed Flying Object      |                         | 22 agosto 2003    | 2004            |
| 5a  | Party Machine                 |                         | 5 settembre 2003  | 2004            |
| 5b  | Speak No Evil                 |                         | 5 settembre 2003  | 2004            |
| 6a  | See No Evil                   |                         | 12 settembre 2003 | 2004            |
| 6b  | The Great Unwashed            |                         | 12 settembre 2003 | 2004            |
| 7a  | The Return of Raggedy Android |                         | 19 settembre 2003 | 2004            |
| 7b  | The Boy Who Cried Robot       |                         | 19 settembre 2003 | 2004            |
| 8a  | Sibling Tsunami               |                         | 3 ottobre 2003    | 2004            |
| 8b  | I Was A Preschool Dropout     |                         | 3 ottobre 2003    | 2004            |
| 9a  | Hostile Makeover              | Orribile trasformazione | 24 ottobre 2003   | 2004            |
| 9b  | Grid Iron Glory               |                         | 24 ottobre 2003   | 2004            |
| 10a | Dressed To Kill               | Moda e potere           | 7 novembre 2003   | 2004            |
| 10b | Shell Game                    | Robot dei miei sogni    | 7 novembre 2003   | 2004            |
| 11a | Daydream Believer             | Robot sognatrice        | 21 novembre 2003  | 2004            |
| 11b | This Time With Feeling        | Un po' di sensibilità   | 21 novembre 2003  | 2004            |
| 12a | Saved By The Shell            |                         | 23 gennaio 2004   | 2004            |
| 12b | Tradeshow Showdown            |                         | 23 gennaio 2004   | 2004            |
| 13a | The Wonderful World of Wizzly |                         | 27 febbraio 2004  | 2004            |
| 13b | Call Hating                   |                         | 27 febbraio 2004  | 2004            |